# Partido de Linares
Partido de Linares es una división territorial del Imperio español dentro de la Capitanía General de Chile.  Forma parte de la Intendencia de Concepción. Su asiento estaba en la Villa de San Ambrosio de Linares.

## Historia
Se creó a partir de la división del antiguo Partido de Cauquenes, a raíz de la fundación de la Villa de San Ambrosio de Linares. Hacia 1823, se segrega el Partido de Parral. En 1823, cambia su denominación a Delegación de Linares.

## Administración
Era regida por Subdelegado de Linares.